# هند قرون وسطی

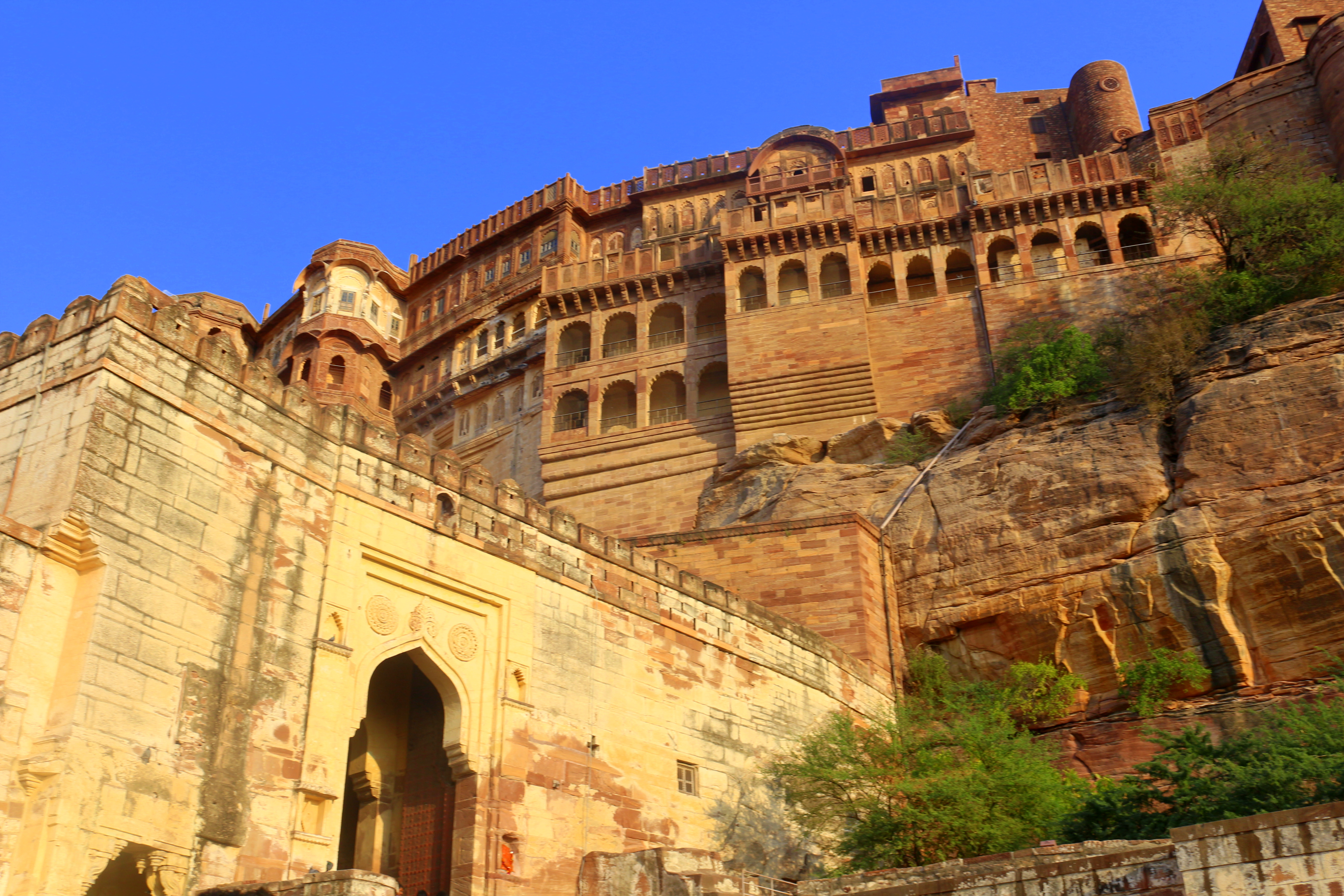
قلعه مهرانگر در هند در قرون وسطی و در زمان سلطنت جودای ماندور ساخته شد.

هند قرون وسطی (انگلیسی: Medieval India)، یک دوره طولانی دوران پس از باستان در شبه‌قاره هند بین دوره باستان و مدرن است. معمولاً تقریباً از فروپاشی امپراتوری گوپتا در قرن ششم تا آغاز عصر جدید اولیه در سال ۱۵۲۶ با شروع امپراتوری گورکانی در نظر گرفته می‌شود، اگرچه برخی از مورخان آن را هر دو نقطه شروع و پایان آن می‌دانند. دوره قرون وسطی خود به دوره‌های اوایل قرون وسطی و اواخر قرون وسطی تقسیم می‌شود.